# AR-15
AR-15 е американски автомат, произвеждан между 1959 и 1964 г. Проектиран е от ArmaLite през 1956 г. и е базиран на пушката AR-10. Създаден е като лека щурмова пушка, с леки и малки патрони, за да могат войниците да носят повече амуниции.
През 1959 г. ArmaLite продава правата си над AR-10 и AR-15 на Colt поради финансови затруднения. След някои модификации Colt ребрандират автомата като Colt ArmaLite AR-15. Colt рекламират автомата на различни военни служби по света и впоследствие той е приет от армията на САЩ под наименованието M16, чието производство започва през март 1964 г.
Colt продължават да използват марката AR-15 за серията си полуавтоматични пушки, продавани на цивилни и правоохранителни клиенти. В САЩ автоматът е най-разпространенията вариант на гражданско оръжие, тоест оръжие, разрешено за продажба на цивилното население. По данни от 2016 г., около 10 милиона екземпляра се намират в ръцете на американското население.